# Грищук, Валерий Павлович
Вале́рий Павлович Грищу́к (29 июля 1952, село Никоновка Бердичевского района Житомирской области — 21 марта 2021, Киев) — советский и украинский физик, народный депутат СССР (1989—1991), член Межрегиональной депутатской группы.
Председатель ассоциации «Форум XXI века», Координатор центра высоких технологий Университета «Украина», кандидат физико-математических наук, доцент КНУ имени Тараса Шевченко, Председатель редакционного совета издания «Education & Career», член международного научно-экспертного Совета.
Активно продвигал не подтверждённое научным сообществом мнение, что можно защититься от коронавируса, улучшить состояние организма и замедлить старение можно, употребляя воду с отрицательным окислительным потенциалом 
Умер 21 марта 2021 года от COVID-19.